# Fernando Martínez (calciatore 2000)
Fernando Daniel Martínez Sánchez (La Plata, 27 luglio 2000) è un calciatore argentino, difensore del Central Córdoba (SdE).

## Caratteristiche tecniche
È un terzino destro.

## Carriera
È cresciuto nel settore giovanile del Gimnasia (LP) ed ha debuttato in prima squadra il 3 aprile 2021 nell'incontro di Copa de la Liga Profesional perso 4-2 contro il Lanús. Nel 2022 è passato a titolo definitivo al Central Córdoba (SdE).
Utilizzato con poca frequenza, nel 2023 è passato al Potencia dove ha giocato nella seconda divisione uruguaiana e l'anno successivo è andato con la stessa formula al Temperley. Il 22 maggio 2024 è stato autore del gol del pareggio nell'incontro di Copa Argentina vinto ai rigori contro il River Plate. Poche settimane dopo è rientrato al Central Córdoba che lo ha confermato in rosa per la seconda parte di stagione; con i bianconeri vince una Copa Argentina, venendo poi riconfermato in squadra anche per la stagione successiva.

## Statistiche

### Presenze e reti nei club
Statistiche aggiornate all'8 maggio 2025.
| Stagione                     | Squadra                      | Campionato                   | Campionato | Campionato | Coppe nazionali | Coppe nazionali | Coppe nazionali | Coppe continentali | Coppe continentali | Coppe continentali | Altre coppe | Altre coppe | Altre coppe | Totale | Totale | Totale |
| Stagione                     | Squadra                      | Comp                         | Pres       | Reti       | Comp            | Pres            | Reti            | Comp               | Pres               | Reti               | Comp        | Pres        | Reti        | Pres   | Reti   |        |
| ---------------------------- | ---------------------------- | ---------------------------- | ---------- | ---------- | --------------- | --------------- | --------------- | ------------------ | ------------------ | ------------------ | ----------- | ----------- | ----------- | ------ | ------ | ------ |
| 2021                         | Gimnasia (LP)                | PD                           | 0          | 0          | CA+CdL          | 0+2             | 0               | -                  | -                  | -                  | -           | -           | -           | 2      | 0      |        |
| 2022                         | Central Córdoba (SdE)        | PD                           | 3          | 0          | CA+CdL          | 0               | 0               | -                  | -                  | -                  | -           | -           | -           | 3      | 0      |        |
| 2023                         | Potencia                     | SD                           | 12         | 1          | CU              | 2               | 0               | -                  | -                  | -                  | -           | -           | -           | 14     | 1      |        |
| 2024                         | Temperley                    | PBN                          | 7          | 1          | CA              | 1               | 1               | -                  | -                  | -                  | -           | -           | -           | 8      | 2      |        |
| 2024                         | Central Córdoba (SdE)        | PD                           | 4          | 0          | CA              | 2               | 0               | -                  | -                  | -                  | -           | -           | -           | 6      | 0      |        |
| 2025                         | Central Córdoba (SdE)        | PD                           | 4          | 0          | CA              | 1               | 0               | CL                 | 2                  | 0                  | SA          | -           | -           | 7      | 0      |        |
| Totale Central Córdoba (SdE) | Totale Central Córdoba (SdE) | Totale Central Córdoba (SdE) | 11         | 0          |                 | 3               | 0               |                    | 2                  | 0                  |             | -           | -           | 16     | 0      |        |
| Totale carriera              | Totale carriera              | Totale carriera              | 30         | 2          |                 | 8               | 1               |                    | 2                  | 0                  |             | -           | -           | 40     | 3      |        |

## Palmarès

### Club

#### Competizioni nazionali
- Copa Argentina: 1

Central Córdoba (SdE): 2024